# 陈明乐
陈明乐（1952年—），四川马尔康人，藏族，中国人民武裝警察部隊武警少将、第十一届全国人民代表大会吉林地区代表。
毕业于四川大学工商管理专业，是中共党员。担任武警吉林省总队总队长。2008年起担任全国人大代表。